# 정렬사비
정렬사비(旌烈祠碑)는 대한민국 전라남도 나주시 대호동에 있는, 임진왜란 때 의병장으로 활약한 김천일 선생의 충절을 기리기 위해 세운 비이다. 1981년 10월 20일 전라남도의 기념물 제48호로 지정되었다.

## 개요
임진왜란 때 의병장으로 활약한 김천일 선생의 충절을 기리기 위해 세운 비이다.
김천일(1537∼1593)은 이항 선생 아래에서 학문을 배웠으며, 22세 때 학문이 뛰어나 벼슬길에 오른 후 여러 관직을 두루 거쳤다. 임진왜란 때 나주에 있다가 고경명, 박광옥, 최경희 등과 함께 의병을 일으켰고, 왜적이 남쪽으로 물러나기 시작하자 적을 따라가 진주성에서 치열한 싸움을 벌였으나 성이 함락당하여 아들 상건과 함께 스스로 목숨을 끊었다.
비는 거북받침돌 위에 비몸을 세우고 네모난 형태의 머릿돌을 올린 모습이다. 머릿돌에는 용을 생동감있게 조각해 놓았고, 비문에는 김천일의 의병활동을 자세히 적고 있다.
그가 죽은 지 34년 뒤인 인조 4년(1626) 이곳 유림들이 김천일을 모시는 사당인 정열사에 이 비를 세웠다. 비문은 장유가 글을 짓고, 이숙이 글씨를 썼으며, 앞면에 새긴 비의 명칭은 김상용의 글씨이다.

## 정렬사
정렬사는 임진왜란 때 의병활동에 앞장선 김천일 선생 등 나주의 충절인문 5분을 모신 사우이다. 김천일 선생이 1593년(선조 26) 진주성 전투에서 순절한 뒤 1606년(선조 39) 나주의 진산 금성산 서쪽 월종봉 아래에 최초로 건립되어 조정으로부터 사액을 받았다. 1630냔 김천일 선생은 충신 정려를 받았으며 영조가 친히 정렬사제문을 내리는 등 국가의 지속적 관리를 받았던 전라도를 대표하는 충절사우였다.
1868년 흥선대원군이 전국적으로 서원을 정리할 때 훼철되었다가 1953년 문열공사업추진위원회가 구성되어 1963년 송월동에 신실을 마련하면서 복원사업이 시작되었다. 1966년 사우를 남산공원으로 옮겨지었고 1980년 8월 현재 위치로 옮길 것을 결정하여 1984년 5월 5일 완공하였으며, 1986냔 12월 15일 정렬사비와 김천일 선생 동상을 옮겨와 현재에 이르고 있다. 특히 사당건물은 한국 대목장으로 중요무형문화재 제74호 기능보유자였던 이광규가 지은 것으로 이 지역에서는 보기 드문 뛰어난 건축물이다.
김천일(1537~1593) 선생은 호남 오현으로 꼽힐 정도로 학덕이 뛰어났으며 선정을 베푼 관리로도 유명하다. 임진왜란이 일어나자 고경명·박광옥·최경회 등과 함께 호남 의병활동의 중심인물로 활약하였다. 나주에서 기병하여 한성을 탈환하는데 큰 공을 세우고 왜적이 남으로 퇴각하자 적을 추격하라는 명령을 받고 진주성에서 싸우다가 성이 함락되자 아들 상건과 함께 남강에 투신 순국하여 진주성전투의 삼장사로 꼽힌다.
현재 김천일선생과 선생의 장자로 진주성전투에서 순절한 김상건(?~1593), 충민공 양산숙(1561~1593), 이괄의 난에 공을 세운 임회(1562~1624), 정유재란 때 명장으로 활약하다가 순절한 후조당 이용제(1565~1597)를 배향하고 매년 음력 5월 16일(김천일 의병장이 나주에서 기병한 날)에 제향을 올리고 있다. 경내에는 임진왜란 때 김천일 의병장의 활약상을 기록한 정렬사비(전라남도 기념물 제48호)가 있다.
정렬사는 역사적으로 나라가 어려울 때 앞장서 나라를 구하고 어려움을 극복한 나주 선조들의 충절정신을 보여주는 소중한 문화유산이다.

## 현지 안내문
정렬사비는 임진왜란 중 전라도 의병활동에 앞장선 창의사 문열공 김천일 선생의 의병활동을 자세히 기록한 것으로 1626년(인조 4) 정렬사에 세웠다. 전체 높이 326cm, 몸체 너비 64cm 규모의 화강암에 전체 1,700여자를 기록한 것으로 임진왜란 초기의 의병활동과 국내 전투상황을 정확하게 알 수 있어 중요한 역사 자료로 평가받는다. 비문의 나주목사를 지냈고 명문장가로 유명한 신풍군 장유가 짓고 글씨는 이숙이, 비명은 김상용이 전사체로 썼으며, 관찰사 민성징과 나주목사 류여각·조홍립이 세웠다. 1986년 지금의 자리로 옮겨왔고 1991년에 보호각을 세워 보존하고 있다.
김천일 선생은 나주 출신으로 학덕이 뛰어나 호남 오현으로 꼽히며 선정을 베푼 관리로 유명하다. 56세에 은퇴 후 고향에 내려와 후학을 양성하던 중 임진왜란이 일어나자 호남에서 최초로 의병을 일으켜 싸우다가 진주성 전투에서 순국하였다. 호는 건재이며 문집으로 건재집이 전한다.

## 같이 보기
- 김천일

## 참고 자료
- 정열사비 - 국가유산청 국가유산포털